# Moharram Navidkia
Moharram Navidkia est un footballeur iranien, né le 1er novembre 1982 à Ispahan. Il joue au poste de milieu de terrain au Sepahan Ispahan.

## Palmarès
En équipe nationale, Moharram Navidkia remporte les Jeux asiatiques en 2002 avec l'équipe d’Iran U23 et termine troisième des Championnats d'Asie de l'Ouest en 2002 avec l'Iran.
Avec le club de Sepahan Ispahan, il est à quatre reprises Champion d'Iran en 2003, 2010, 2011 et 2012 et vice-champion d'Iran en 2008. Il remporte la Coupe d'Iran en 2004 et 2007 et, il est également finaliste de la Ligue des champions de l'AFC en 2007.
Sur le plan individuel, Moharram Navidkia reçoit le trophée de footballeur iranien de l'année en 2003.